# مانويل رودريغيز غوميز
مانويل رودريغيز غوميز (بالإنجليزية: Manuel Rodríguez Gómez)‏‏ (4 يوليو 1928 - 21 يناير 2006 ) طبيب أعصاب من الولايات المتحدة.